# الكسندر غابريلسين
الكسندر غابريلسين (بالنرويجية البوكمول: Alexander Gabrielsen)‏ هو لاعب كرة قدم نرويجي، ولد في 18 نوفمبر 1985 في Randaberg ‏ في النرويج. شارك مع منتخب النرويج تحت 21 سنة لكرة القدم. أما مع النوادي، فقد لعب مع نادي ساندفيورد ونادي فيكينغ.

## وصلات خارجية
- الكسندر غابريلسين على موقع اتحاد النرويج (النرويجية)
- الكسندر غابريلسين على موقع قاعدة بيانات كرة القدم.إي يو (الإنجليزية)